# Dacia Jogger
Dacia Jogger (nume de cod RJI) este un automobil dezvoltat și produs de compania franceză Renault și filiala sa din România, Dacia. A fost dezvăluit în august 2021, ca succesor al Logan MCV și Lodgy, pe segmentul de MPV-uri compacte. Este bazat pe a treia generație de Logan și este oferit cu cinci sau șapte locuri.
Deși face parte din segmentul C, mașina este construită pe platforma CMF-B LS (Low Specification), creată pentru segmentul B. De asemenea, deși mașina are elemente de design specifice unui „crossover”, nu este destinată folosirii în mediul off-road.

## Istoric
Dacia Jogger a fost dezvăluită în august 2021. În România, comenzile au fost deschise pe 1 decembrie 2021, iar livrările au început din martie 2022.
Varianta Hybrid 140 a modelului Jogger a fost lansată în ianuarie 2023, primele livrări fiind programate pentru martie 2023.

### Restilizare
În iunie 2022, Dacia a anunțat o restilizare a tuturor modelelor care să introducă noua identitate vizuală a brandului. Astfel, pentru 2023, modelul Jogger a primit o grilă cu design nou care încorporează logoul „Dacia Link”, siglele vechi de pe volan și portbagaj au fost înlocuite de logotipul Dacia, iar elementele cromate din faruri și interior au fost înlocuite cu unele albe sau vopsite în gri.

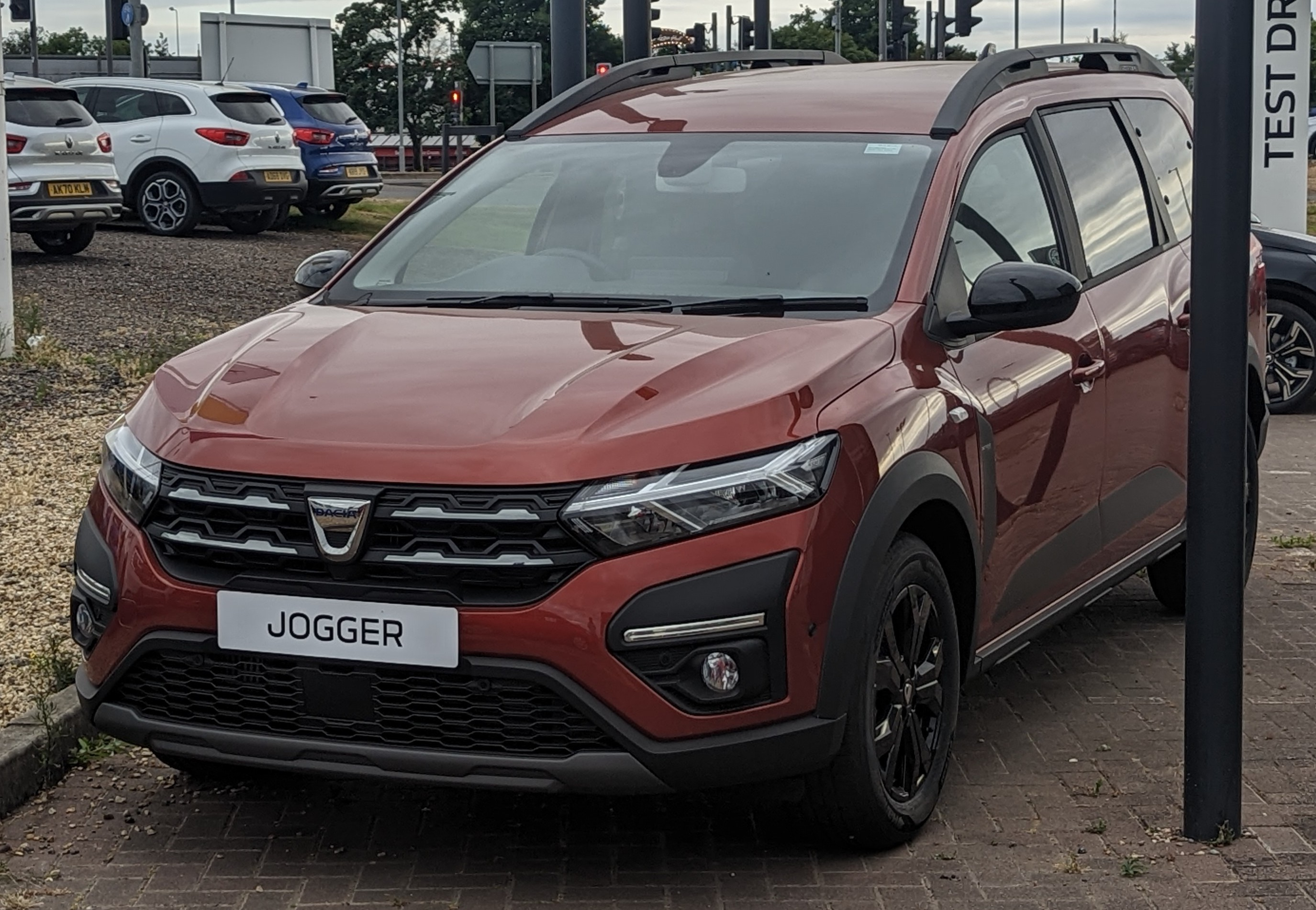
Dacia Jogger 2022 (pre-facelift)
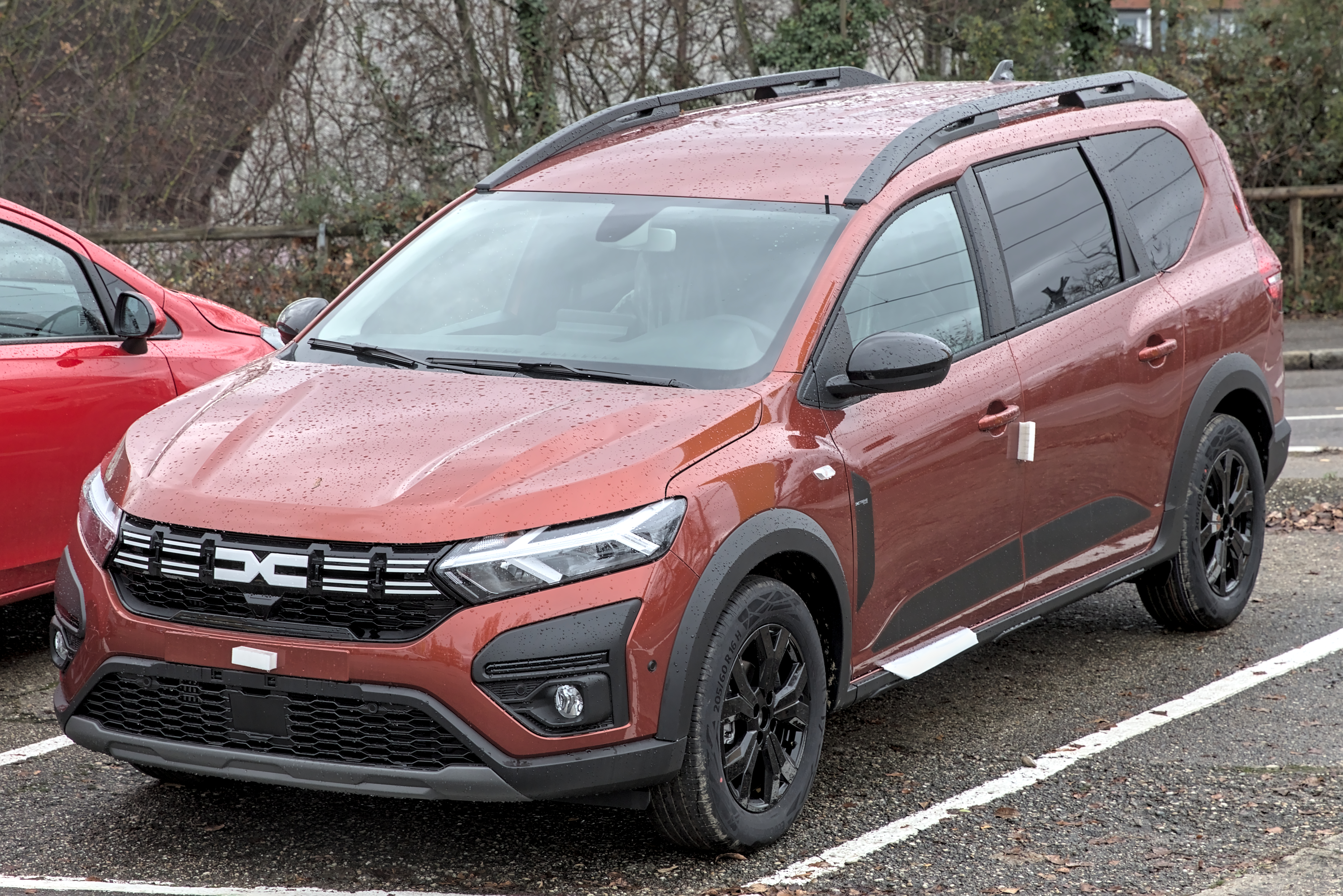
Dacia Jogger 2023 (facelift)
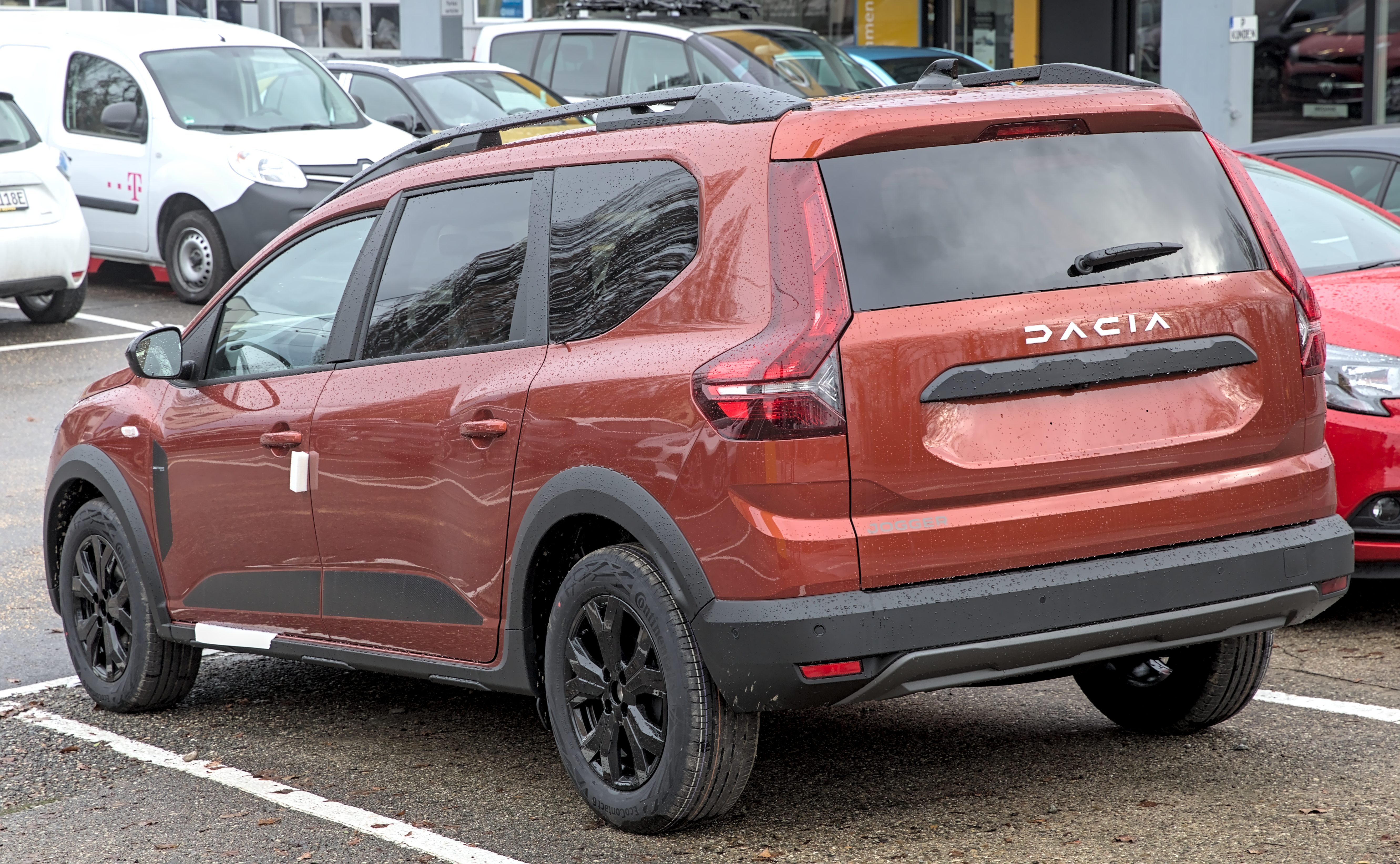
Partea din spate a Dacia Jogger 2023 (facelift)